# Mali Radinci
Mali Radinci (izvirno srbsko Мали Радинци) je naselje v Srbiji, ki upravno spada pod Občino Ruma; slednja pa je del Sremskega upravnega okraja.

## Demografija
V naselju živi 479 polnoletnih prebivalcev, pri čemer je njihova povprečna starost 40,2 let (39,7 pri moških in 40,8 pri ženskah). Naselje ima 179 gospodinjstev, pri čemer je povprečno število članov na gospodinjstvo 3,34.
To naselje je, glede na rezultate popisa iz leta 2002, v glavnem srbsko.
|  |

| Demografija | Demografija     | Demografija     |
| Leto        | Št. prebivalcev | Št. prebivalcev |
| ----------- | --------------- | --------------- |
|             |                 |                 |
|             |                 |                 |
|             |                 |                 |
|             |                 |                 |
| 1948        | 580             |                 |
| 1953        | 579             |                 |
| 1961        | 643             |                 |
| 1971        | 578             |                 |
| 1981        | 574             |                 |
| 1991        | 558             | 524             |
| 2002        | 626             | 598             |
|             |                 |                 |

| Etnična sestava po popisu iz leta 2002 | Etnična sestava po popisu iz leta 2002 | Etnična sestava po popisu iz leta 2002 | Etnična sestava po popisu iz leta 2002 | Etnična sestava po popisu iz leta 2002 |
| -------------------------------------- | -------------------------------------- | -------------------------------------- | -------------------------------------- | -------------------------------------- |
| Srbi                                   | Srbi                                   |                                        | 496                                    | 82,94%                                 |
| Madžari                                | Madžari                                |                                        | 39                                     | 6,52%                                  |
| Romi                                   | Romi                                   |                                        | 7                                      | 1,17%                                  |
| Hrvati                                 | Hrvati                                 |                                        | 6                                      | 1,00%                                  |
| Nemci                                  | Nemci                                  |                                        | 1                                      | 0,16%                                  |
| Neznano                                | Neznano                                |                                        | 2                                      | 0,33%                                  |